# Seversky SEV-3
Seversky SEV-3 byl americký třímístný obojživelný jednoplošník. Byl to první letoun navržený a vyrobený společností Seversky Aircraft Corporation.

## Vznik a vývoj
SEV-3 byl celokovový samonosný dolnoplošník poháněný hvězdicovým motorem Wright J-6 Whirlwind o výkonu 420 k (313 kW). Letoun měl dva kokpity s odsouvatelnými překryty, umístěné v tandemu. V předním seděl pilot a v zadním dva cestující. Letoun mohl být vybaven dvěma plováky se zabudovanými koly, umožňujícími vzlet a přistání ze země i z vody, nebo pevným záďovým podvozkem s hlavními koly umístěnými ve velkých kapotách.
SEV-3 poprvé vzlétl v červnu 1933 jako plovákový letoun. Stroj se vyznačoval vynikajícími výkony v obojživelné i pozemní verzi. Bylo postaveno menší množství letounů, hlavně na export.

## Operační nasazení
V roce 1933 dosáhl SEV-3 světového rychlostního rekordu v kategorii obojživelných letounů, poháněných pístovým motorem. 15. září 1935 letoun poháněný motorem Wright Cyclone dosáhl světového rekordu rychlostí 370,8 km/h. Tento rekord nebyl překonán dalších 49 let.
Pozemní verze označená BT-8 byla používána americkým letectvem jako cvičný letoun. Konstrukce letounu ovlivnila dlouhou řadu letounů Seversky (později Republic), která vyvrcholila typem P-47 Thunderbolt.

## Uživatelé
Spojené státy americké

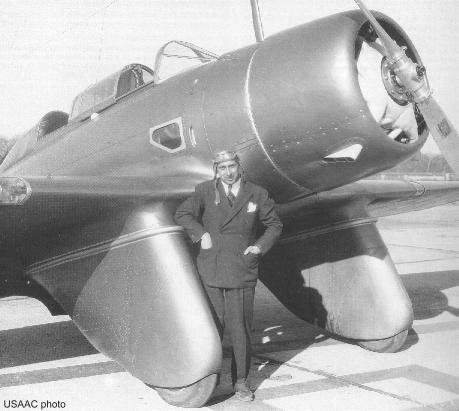
Alexander de Seversky u letounu SEV-3, podzim 1934

- Armádní letecký sbor Spojených států

 Španělsko
- Španělské republikánské letectvo

 Kolumbie
- Kolumbijské letectvo

## Varianty
SEV-3XAR
Obojživelný letoun
SEV-3XLR
Pozemní letoun
SEV-3MWW
Obojživelný letoun pro kolumbijské letectvo, postaveno šest kusů.

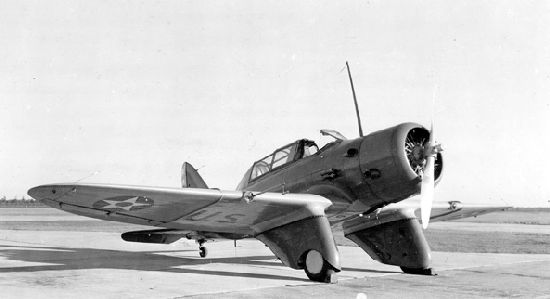
BT-8
Pozemní letoun pro základní výcvik, určený pro letectvo Spojených států, postaveno 30 kusů.

## Specifikace (BT-8)
Data z United States Military Aircraft since 1909

### Technické údaje
- Osádka: 2
- Délka: 7,42 m
- Výška: 2,70 m
- Rozpětí: 10,98 m
- Nosná plocha: 20,4 m²
- Prázdná hmotnost: 1 317 kg
- Vzletová hmotnost: 1 841 kg
- Pohonná jednotka: Pratt & Whitney R-985-11 Wasp Junior

### Výkony
- Maximální rychlost: 282 km/h (u hladiny moře)
- Cestovní rychlost: 190 km/h
- Přistávací rychlost: 95 km/h
- Počáteční stoupavost: 5,30 m/s
- Dostup: 4500 m
- Dolet: 850 km